# Upemba-tó
Az Upemba-tó a Kongói Demokratikus Köztársaság Felső-Lomami tartományában helyezkedik el. A környező tavakkal együtt az Upemba-medence (Kamalondo-medence) veszi körül, mely az Upemba Nemzeti Park területén található. A legközelebbi város Nyonga. A tó környéke mocsaras, papirusszal benőtt, a tavon a Kongó folyó felső folyása, a Lualaba folyó folyik keresztül. A tó közelében mintegy 50 további tó található, melyek közül a legnagyobb a Kisali-tó.
A tóban több úszó sziget található, például a Mitala-sziget, melyeken a mostanában kialakult emberi települések menedékhelyet nyújtanak a  Mai-Mai  lázadók és a kormányhadsereg között 2006 óta dúló harcok miatt elmenekült lakosságnak.